# Сакро-Монте-ди-Оропа
Сакро-Монте-ди-Оропа (буквально «Священная гора Оропа») (итал. Sacro Monte di Oropa) — римско-католический церковно-монастырский комплекс, расположенный в окрестностях Биеллы в Пьемонте, центра одноимённой провинции (Северная Италия).
Святые горы Северной Италии входят в список Всемирного наследия и охраняются ЮНЕСКО как культурное достояние человечества.
Строительство началось в 1617 году, рядом с уже существующими святилищами Оропской «чёрной девы», один из старейших в Пьемонте и один из самых известных в районе Альп на высоте четырёх тысяч футов.
Место паломничества для религиозных людей. Сакро Монте ди Оропа стала священной горой, комплекс состоит из монастыря, церкви и 12 часовен (кроме того, ещё семь находятся поблизости). Внутри часовни украшены сценами из жизни Девы Марии.
Рядом находится кладбище, на котором похоронен ряд знаменитых людей, в частности, Квинтино Селла (1827—1884) — итальянский государственный деятель.
Ежегодно посещается тысячами людей со всего света.
- Санктуарий
- Детали украшения часовен
- Детали украшения часовен